# L'Actors Studio

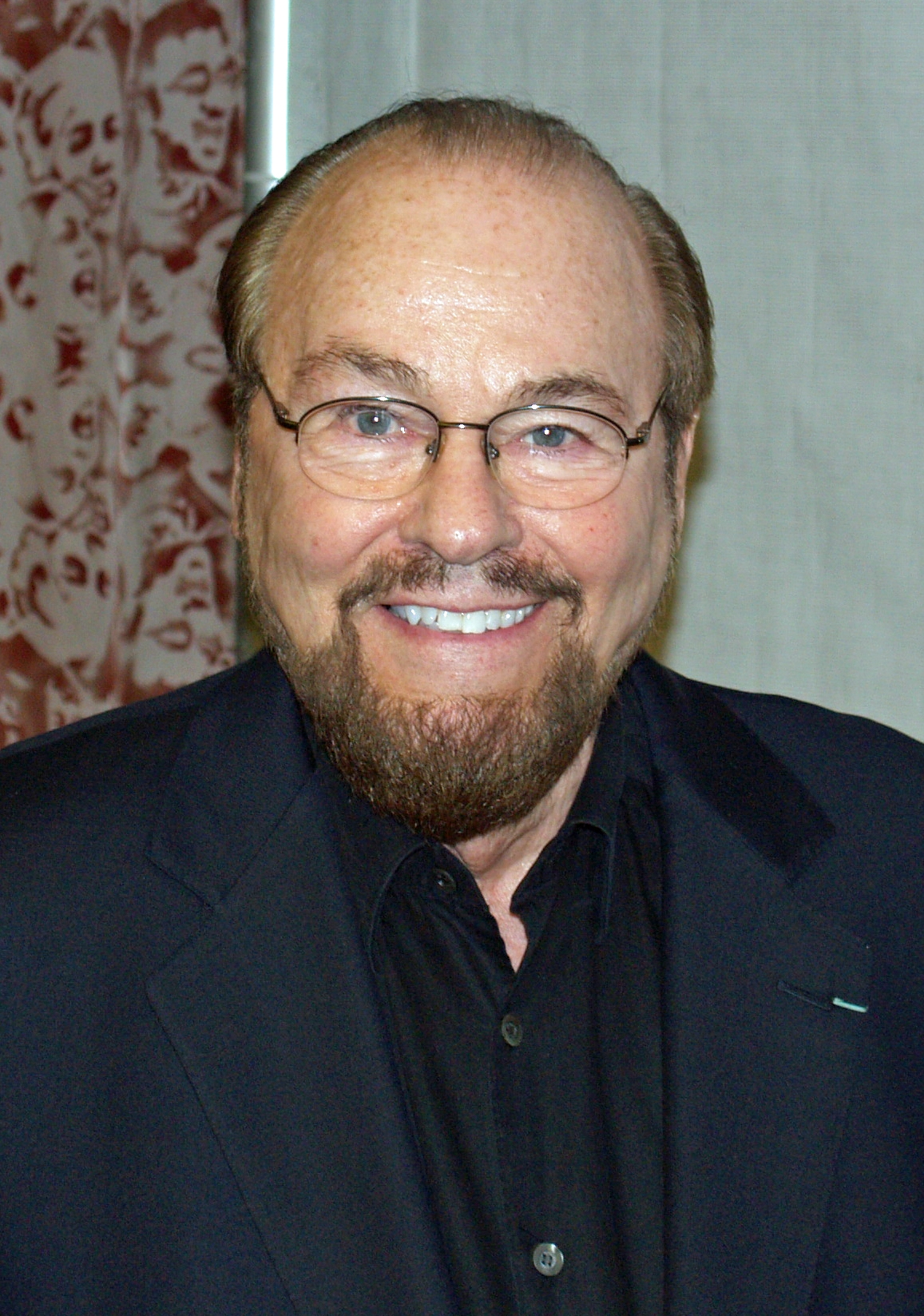
James Lipton présente l’émission de 1994 à 2018

L'Actors Studio ou Inside the Actors Studio est une Émission de télévision États-Unis présentée par James Lipton, réalisée et produite par Jeff Wurtz, et diffusée depuis le 12 juin 1994 sur la chaîne câblée Bravo et est dorénavant diffusée dans plus de quatre-vingts millions de foyers en Amérique et reprise dans cent vingt-cinq pays.
En France, l'émission est diffusée de septembre 1999 au 27 avril 2009 sur Paris Première.

## Principe
L’émission consiste en une entrevue entre une célébrité du domaine du cinéma (acteur ou réalisateur principalement) et le présentateur James Lipton. Environ deux heures d’entrevue sont généralement enregistrées ; le montage final fait ensuite environ une heure. L’entrevue se déroule en face d’étudiants en théâtre et se termine par une session de questions-réponses avec ceux-ci. Elle est inspirée par Apostrophes de Bernard Pivot (l'émission finit par le questionnaire de Proust).[réf. nécessaire] James Lipton fut un des invités de la dernière de Bouillon de culture, émission littéraire de Bernard Pivot.

## Invités
Liste des invités classés par ordre alphabétique du prénom.

### A
- Al Pacino
- Alan Alda
- Alec Baldwin
- Amy Poehler
- Andy García
- Angelina Jolie
- Anjelica Huston
- Anne Jackson (avec Eli Wallach)
- Anthony Hopkins
- Anthony Quinn
- Antonio Banderas
- Arthur Miller
- Arthur Penn

### B
- Barbara Walters
- Barbra Streisand
- Ben Affleck
- Ben Kingsley
- Ben Stiller
- Benicio del Toro
- Bernadette Peters
- Bette Midler
- Betty White
- Billy Bob Thornton
- Billy Crystal
- Billy Joel
- Bon Jovi
- Bradley Cooper
- Brad Pitt
- Brooke Shields
- Bruce Willis
- Burt Reynolds

### C
- Cameron Diaz
- Carol Burnett
- Cate Blanchett
- Charlie Sheen
- Charlize Theron
- Chris Colfer
- Chris Noth (avec Dock Wolf et S. Epatha Merkerson)
- Chris Rock
- Christian Slater
- Christopher Reeve
- Christopher Walken
- Clint Eastwood
- Colin Firth
- Conan O'Brien
- Cory Monteith

### D
- Daniel Radcliffe
- Danny DeVito
- Danny Glover
- Dave Chappelle (Il fait une deuxième apparition où il présente l’émission)
- David Duchovny
- Debra Winger
- Denis Leary
- Dennis Hopper
- Dennis Quaid
- Diana Ross
- Diane Lane
- Dick Wolf (avec S. Epatha Merkerson et Chris Noth)
- Don Cheadle
- Donald Sutherland
- Drew Barrymore
- Dustin Hoffman

### E
- Ed Harris
- Eddie Murphy
- Edward Norton
- Eli Wallach (avec Anne Jackson)
- Ellen Barkin
- Ellen Burstyn
- Elton John
- Estelle Parsons
- Ethan Hawke

### F
- Faye Dunaway
- Forest Whitaker
- Francis Ford Coppola
- Équipe des Griffin

### G
- Gabriel Byrne
- Gary Sinise
- Geena Davis
- Gene Hackman
- Gene Wilder
- George Carlin
- Glenn Close
- Goldie Hawn
- Gwyneth Paltrow

### H
- Halle Berry
- Harrison Ford
- Harvey Keitel
- Helen Hunt
- Hilary Swank
- Holly Hunter
- Hugh Grant
- Hugh Jackman
- Hugh Laurie

### I
- Ian McKellen

### J
- Jack Black
- Jack Lemmon
- James Caan
- James Cameron
- James Gandolfini
- James Lipton (Présentée par Dave Chappelle)
- James Woods
- Jamie Foxx
- Jane Fonda
- Jason Bateman
- Jay Leno
- Jeanne Moreau
- Jeff Bridges
- Jennifer Aniston
- Jennifer Connelly
- Jennifer Jason Leigh
- Jennifer Lopez
- Jeremy Irons
- Jerry Lewis
- Jessica Lange
- Joanne Woodward
- Jodie Foster
- John Cusack
- John Goodman
- John Hurt
- John Travolta
- Johnny Depp
- Josh Brolin
- Judd Apatow
- Jude Law
- Julia Louis-Dreyfus
- Julia Roberts
- Julianne Moore
- Juliette Binoche

### K
- Kate Hudson
- Kate Winslet
- Kathy Bates
- Kevin Costner
- Kevin Kline
- Kevin Spacey
- Kiefer Sutherland
- Kim Basinger
- Kyra Sedgwick

### L
- Laura Linney
- Lauren Bacall
- Laurence Fishburne
- Lea Michele
- Lee Grant
- Leslie Mann
- Liza Minnell
- Liam Neeson

### M
- Mark Ruffalo
- Mark Rydell
- Mark Wahlberg
- Martin Landau
- Martin Lawrence
- Martin Scorsese
- Martin Sheen
- Martin Short
- Mary Stuart Masterson
- Mary Tyler Moore
- Matt Damon
- Matt Dillon
- Matthew Broderick
- Meg Ryan
- Melanie Griffith
- Meryl Streep
- Mike Myers
- Mike Nichols
- Michael Caine
- Michael Douglas
- Michael J. Fox (avec Tracy Pollan)
- Michelle Pfeiffer
- Mickey Rourke
- Mo'Nique (29 août 2010)
- Morgan Freeman

### N
- Naomi Watts
- Natalie Portman
- Nathan Lane
- Ned Beatty
- Neil Simon
- Nicolas Cage
- Norman Jewison

### O
- Olympia Dukakis

### P
- Paul Newman
- Peter Falk
- Philip Seymour Hoffman
- Pierce Brosnan

### Q
- Queen Latifah

### R
- Ralph Fiennes
- Renée Zellweger
- Richard Dreyfuss
- Richard Gere
- Ricky Gervais
- Robert De Niro
- Robert Downey, Jr.
- Robert Duvall
- Robert Redford
- Robert Schneider
- Robin Williams
- Ron Howard
- Roseanne Barr
- Rosie O'Donnell
- Russell Crowe

### S
- Sally Field
- Salma Hayek
- Samuel L. Jackson
- Sarah Jessica Parker
- Sean Penn
- S. Epatha Merkerson (avec Dick Wolf et Chris Noth)
- Sharon Stone
- Shelley Winters
- Shirley MacLaine
- Sidney Lumet
- Sigourney Weaver
- Sissy Spacek
- Équipe des Simpson
- Spike Lee
- Stanley Donen
- Stephen Sondheim
- Steve Buscemi
- Steven Spielberg
- Stockard Channing
- Susan Sarandon
- Sydney Pollack
- Sylvester Stallone

### T
- Teri Hatcher
- Tina Fey
- Tim Allen
- Tim Robbins
- Tom Hanks (premier invité à apparaître deux fois)
- Tom Cruise
- Tommy Lee Jones
- Tracy Pollan (avec Michael J. Fox)

### V
- Val Kilmer
- Vanessa Redgrave

### W
- Will Smith
- William Goldman
- William H. Macy
- Willem Dafoe
- Whoopi Goldberg